# Кай (Росія)
Кай (рос. Кай) — село у складі Верхньокамського району Кіровської області, Росія. Адміністративний центр Кайського сільського поселення.

## Населення
Населення становить 259 осіб (2010, 345 у 2002).
Національний склад станом на 2002 рік — росіяни 97 %.

## Історія
Кайгород був заснований братами Яковом та Григорієм Строгановими 1558 року, коли їм належали землі по річках Кама та Чусова. Поселення слугувало для захисту соляних промислів від набігів вотських племен, було обгороджене валом та острогом з баштами. Слід цих укріплень збереглись і сьогодні. До 1802 року Кайгород був центром повіту, 1854 року він отримав статус села.